# Федор, Николас
Никола́с Ладисла́о Федо́р Фло́рес (исп. Nicolás Ladislao Fedor Flores; 19 августа 1985, Каракас) — венесуэльский футболист, нападающий клуба «Метрополитанос». Выступал в национальной сборной Венесуэлы.
Его отец венгр, а мать венесуэлка. Своё прозвище Мику он получил от венгерского имени Миклош.

## Карьера

### Клубная
Свою футбольную карьеру Николас начал в трёхлетнем возрасте в венесуэльском клубе «Санто Томас Вильянуэва». В июле 2001 года он перешёл в «Валенсию». Сначала выступал за молодёжную команду, затем был переведён в основную. С 2004 по 2006 год его каждый год отдавали в аренду, в клубы «Алькояно», «Саламанка» и «Сьюдад де Мурсия». В 2007 году Федор играл за «Валенсию Б», а с 2007 по 2009 вновь отдавался в аренду, в «Химнастик» и «Саламанку». Сезон 2009/10 Николас начал в «Валенсии». В первых матчах он попадал в запас, затем 4 октября в матче 6-го тура дебютировал в Ла Лиге, во встрече против «Расинга». Затем он сыграл ещё один матч, а в январе на правах свободного агента ушёл в «Хетафе».
27 сентября 2020 года перешёл в «Депортиво», подписав контракт на один год.

### В сборной
В национальной сборной Венесуэлы Федор дебютировал 16 августа 2006 года в товарищеском матче с командой Гондураса. В отборочном турнире на чемпионат мира 2010 года он сыграл 6 матчей и забил 3 гола. На Кубке Америки 2011 Николас принял участие во всех шести играх и забил 1 гол.

## Достижения
«Селтик»
- Чемпион Шотландии: 2012/13
- Обладатель Кубка Шотландии: 2012/13